# ويتي

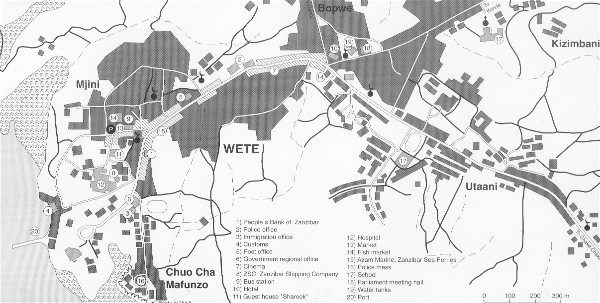
خريطة مدينة ويتي (بمبا)

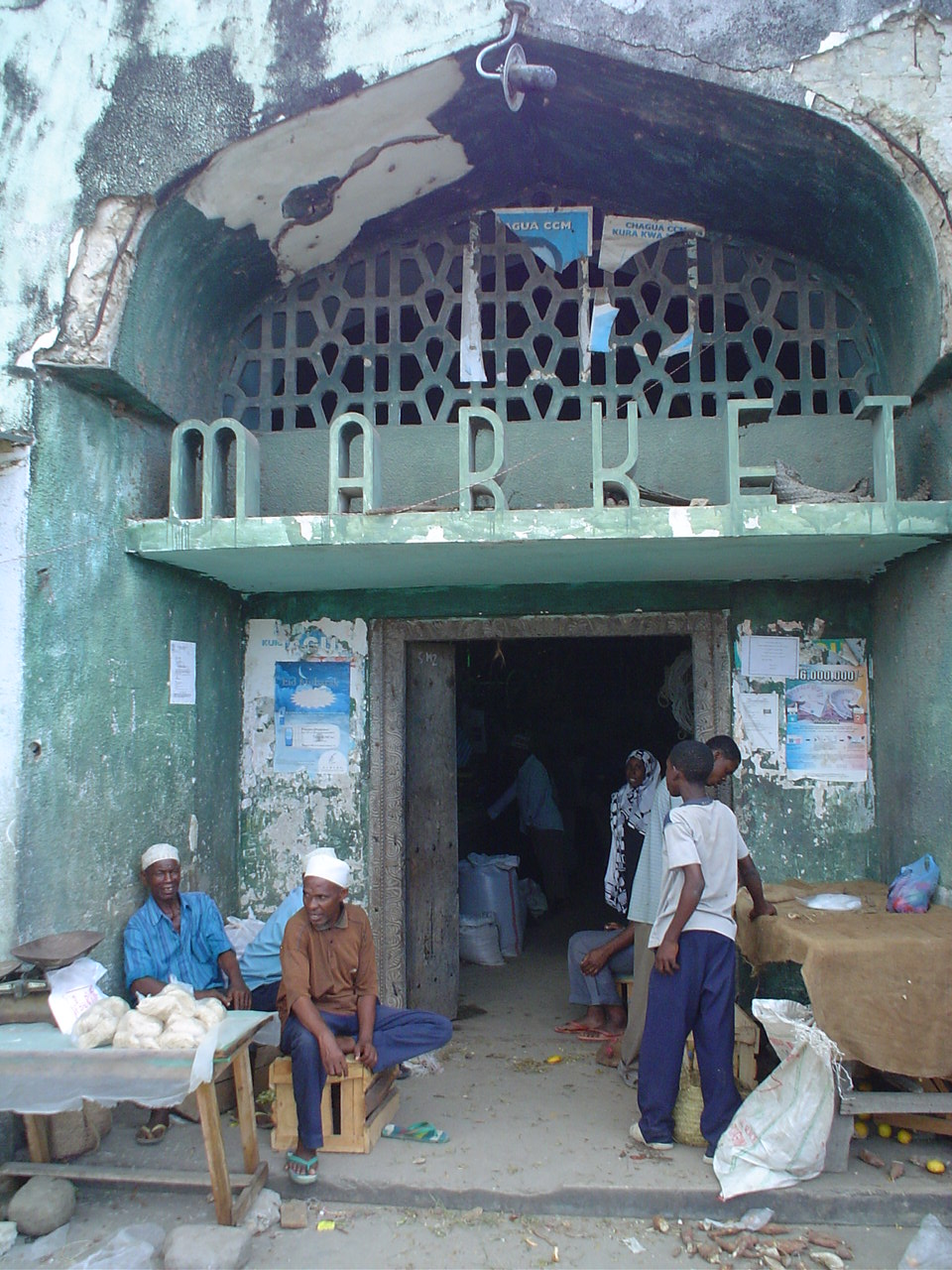
مبنى السوق في ويتي

ويتي هي بلدة تقع في جزيرة بمبا التنزانية. وهي عاصمة إقليم بمبا الشمالي، وكذلك المقر الإداري لولاية ويتي. وتقع على الجانب الغربي من الجزء الشمالي من الجزيرة. يبلغ عدد سكان البلدة 35,951 نسمة (تعداد 2022).
إلى الجنوب الغربي من ميناء ويتي، على بعد حوالي كيلومتر واحد، توجد جزيرة متامبوي الصغيرة، وهي موقع للآثار السواحيلية للبلدة التي تعود إلى القرون الوسطى وتسمى متامبوي كو
.
كان الميناء في ويتي بمثابة ميناء دخول رئيسي لبمبا؛ ومع ذلك، في السنوات الأخيرة أُستبدل بميناء مكواني.

## المناخ
يتمتع مناخ ويتي بمناخ استوائي، وهو أكثر اعتدالًا من البر الرئيسي لتنزانيا أو جزيرة أنغوجا. صُنف هذا المناخ على أنه مناخ الرياح الموسمية الاستوائية (Am) حسب نظام كوبن. متوسط درجة الحرارة في ويتي هو 25.5 درجة مئوية أو 77.9 درجة فهرنهايت. ويبلغ متوسط هطول الأمطار السنوي 1714 ملم أو 67 بوصة. يتراوح متوسط درجات الحرارة الشهرية عادة بين 23.6 و27.2 درجة مئوية (74.5 و81.0 درجة فهرنهايت). هناك موسمان ممطران، حيث تهطل معظم الأمطار بين شهري مارس ويونيو، بينما يحدث موسم الأمطار الأصغر بين نوفمبر وديسمبر. الأشهر الأكثر جفافًا هي يناير وفبراير، بالإضافة إلى موسم جفاف أطول بين يوليو وأكتوبر.
| البيانات المناخية لـويتي          | البيانات المناخية لـويتي | البيانات المناخية لـويتي | البيانات المناخية لـويتي | البيانات المناخية لـويتي | البيانات المناخية لـويتي | البيانات المناخية لـويتي | البيانات المناخية لـويتي | البيانات المناخية لـويتي | البيانات المناخية لـويتي | البيانات المناخية لـويتي | البيانات المناخية لـويتي | البيانات المناخية لـويتي | البيانات المناخية لـويتي |
| الشهر                             | يناير                    | فبراير                   | مارس                     | أبريل                    | مايو                     | يونيو                    | يوليو                    | أغسطس                    | سبتمبر                   | أكتوبر                   | نوفمبر                   | ديسمبر                   | المعدل السنوي            |
| --------------------------------- | ------------------------ | ------------------------ | ------------------------ | ------------------------ | ------------------------ | ------------------------ | ------------------------ | ------------------------ | ------------------------ | ------------------------ | ------------------------ | ------------------------ | ------------------------ |
| متوسط درجة الحرارة الكبرى °م (°ف) | 30.8 (87.4)              | 31.5 (88.7)              | 31.7 (89.1)              | 30.1 (86.2)              | 28.8 (83.8)              | 28.5 (83.3)              | 27.8 (82.0)              | 28.0 (82.4)              | 28.8 (83.8)              | 29.6 (85.3)              | 30.1 (86.2)              | 30.7 (87.3)              | 29.7 (85.5)              |
| المتوسط اليومي °م (°ف)            | 26.7 (80.1)              | 27.1 (80.8)              | 27.2 (81.0)              | 26.4 (79.5)              | 25.2 (77.4)              | 24.5 (76.1)              | 23.7 (74.7)              | 23.6 (74.5)              | 24.1 (75.4)              | 24.9 (76.8)              | 25.7 (78.3)              | 26.5 (79.7)              | 25.5 (77.9)              |
| متوسط درجة الحرارة الصغرى °م (°ف) | 22.7 (72.9)              | 22.7 (72.9)              | 22.8 (73.0)              | 22.7 (72.9)              | 21.7 (71.1)              | 20.5 (68.9)              | 19.6 (67.3)              | 19.2 (66.6)              | 19.4 (66.9)              | 20.2 (68.4)              | 21.4 (70.5)              | 22.4 (72.3)              | 21.3 (70.3)              |
| معدل هطول الأمطار مم (إنش)        | 66 (2.6)                 | 51 (2.0)                 | 134 (5.3)                | 410 (16.1)               | 378 (14.9)               | 121 (4.8)                | 80 (3.1)                 | 50 (2.0)                 | 37 (1.5)                 | 92 (3.6)                 | 181 (7.1)                | 114 (4.5)                | 1٬714 (67.5)             |
| المصدر: Climate-Data.ORG          |                          |                          |                          |                          |                          |                          |                          |                          |                          |                          |                          |                          |                          |

## الرياضة
تُعد ويتي موطنًا لناديي كرة القدم جمهوري وموينغي.